# Arleux
Arleux è un comune francese di 2 805 abitanti situato nel dipartimento del Nord nella regione dell'Alta Francia.
Nel territorio del comune avviene la confluenza del fiume Sensée nella Schelda.

## Società

### Evoluzione demografica
Abitanti censiti